# Bubba Wells
Charles Richard "Bubba" Wells, Jr. (Russellville, Kentucky; 26 de julio de 1974) es un exjugador de baloncesto estadounidense que disputó una temporada en la NBA, además de jugar en la CBA, la ABA 2000 y en Filipinas. Con 1,96 metros de altura, lo hacía en la posición de escolta.

## Trayectoria deportiva

### Universidad
Jugó durante cuatro temporadas con los Governors de la Universidad de Austin Peay, en las que promedió 21,6 puntos, 6,9 rebotes y 2,6 asistencias por partido. Considerado por muchos el jugador más popular de la historia de los Governors, Wells acabó su carrera universitaria con 2.267 puntos, el primer jugador de Austin Peay en sobrepasar los 2.000 puntos y el tercer máximo anotador de la historia de la Ohio Valley Conference. en su primera temporada fue elegido Novato del Año de la conferencia, y en las tres siguientes incluido en el mejor quinteto, siendo considerado en su temporada senior como el Jugador del Año.
Tuvo gran repercusión a novel nacional debido a una lesión que se produjo al principio de su última temporada, perdiéndose los 12 primeros partidos debido a una fractura en su tibia izquierda, que requirió de intervención quirúrgica. Al término de la temporada 1994-95 había sufrido una lesión similar, que le obligó a cinco meses de rehabilitación, pero en esta ocasión se recuperó en apenas 5 semanas, consiguiendo en su primer partido 39 puntos en 29 minutos. Fue el máximo anotador del año de la División I de Baloncesto Masculino de la NCAA, aunque no oficial, ya que no llegó a disputar el número de partidos mínimo para optar al galardón, promediando 31,7 puntos por encuentro, anotando 30 o más puntos en 11 ocasiones y 3 partidos con más de 40.

### Profesional
Fue elegido en la trigésimo cuarta posición del Draft de la NBA de 1997 por Dallas Mavericks, donde jugó una única temporada en la que apenas contó para su entrenador, Don Nelson, promediando 3,3 puntos y 1,7 rebotes en los 39 partidos que disputó. A pesar de ello, le dio tiempo de tener el dudoso honor de lograr el récord de la NBA de la descalificación por 6 faltas personales más rápida de la historia de la liga. Sucedió el 29 de diciembre de 1997, en un partido ante los Chicago Bulls. Don Nelson lo utilizó a la desesperada para parar con faltas al ala-pívot Dennis Rodman, el peor lanzador de tiros libres de los Bulls, en un intento para que el equipo rival no anotara. Pero le salió mal la jugada, ya que Rodman consiguió anotar 9 de los 12 tiros libres, consiguiendo Chicago la victoria por 111-105. Wells cometió sus seis faltas en menos de 3 minutos.
Al término de la temporada, fue traspasado, junto con Martin Müürsepp, los derechos sobre Pat Garrity y una primera ronda del draft del 99 a Phoenix Suns, a cambio de Steve Nash, pero una lesión en su tendón de Aquiles le impidió debutar, siendo traspasado nuevamente meses más tarde a Chicago Bulls junto con Mark Bryant, el propio Muursepp y una futura ronda del draft a cambio de Luc Longley. Pero los Bulls no le hicieron contrato, yéndose a jugar una temporada a los La Crosse Bobcats de la CBA.
Al año siguiente jugó con los Memphis Houn'Dawgs de la ABA 2000, y al siguiente en filipinas, en el  Barangay Ginebra Kings, terminando su carrera jugando dos temporadas con los Harlem Globetrotters.

## Estadísticas de su carrera en la NBA

### Temporada regular
| Temporada | Edad | Equipo           | Liga | P  | TIT | MIN  | TC  | TCA | %TC  | 3P  | 3PA | %3P  | TL  | TLA | %TL  | R.OF. | R.DEF. | REB | ASIS | ROB | TAP | PER | FP  | PTS |
| 1997-98   | 23   | Dallas Mavericks | NBA  | 39 | 2   | 10.1 | 1.2 | 3.0 | .414 | 0.0 | 0.2 | .167 | 0.8 | 1.1 | .721 | 0.6   | 1.2    | 1.7 | 0.9  | 0.4 | 0.1 | 0.8 | 1.0 | 3.3 |
| Total     |      |                  | NBA  | 39 | 2   | 10.1 | 1.2 | 3.0 | .414 | 0.0 | 0.2 | .167 | 0.8 | 1.1 | .721 | 0.6   | 1.2    | 1.7 | 0.9  | 0.4 | 0.1 | 0.8 | 1.0 | 3.3 |